# ロッド・レーバー
ロドニー・ジョージ・レーバー（Rodney George Laver）、1938年8月9日 - ）は、オーストラリア・クイーンズランド州出身の男子テニス選手。
1962年と1969年の2度の「年間グランドスラム」と、1967年に「年間プロスラム」を達成した名選手である。生涯を通じて「2度」の年間グランドスラムを成し遂げた選手は男女を通じてレーバー1人だけであり、オープン化以降に年間グランドスラムを達成した男子選手もレーバー1人だけである。また、4大大会シングルス通算「11勝」は、ビョルン・ボルグと並ぶ男子歴代6位タイ記録である。

## 人物・エピソード
テニス史上最大の転換期、プロ選手の4大大会出場が解禁された「オープン化」の境目の時期に活躍し、「ロケット・レーバー」（Rocket）というニックネームで呼ばれた。
左利き。身長172cm、体重68kgと小柄な体格の選手だったが、重厚なトップスピン（順回転）のボールを繰り出した彼の左腕は、対戦相手から見ると“ゴリラのような”威圧感があったという。
後に4大大会優勝の男子歴代1位記録保持者となり、通算「14勝」を挙げたピート・サンプラスは、レーバーに憧れてテニスを始めた選手のひとりである。
1970年代にアディダス社が、彼の名前をモデル名にしたスニーカーを発売していた（近年、復刻版も発売）。

## 選手経歴

### アマチュア時代
レーバーは幼少時は虚弱な子供だったが、テニスを始めてから体力的にめきめきと成長した。彼のことを最初に「ロケット」（Rocket）と呼んだのは、オーストラリアの往年の名選手で、当時デビスカップのオーストラリア代表監督を務めていたハリー・ホップマン（1906年 - 1985年）であった。
1956年、17歳の時に「全米ジュニアテニス選手権」で優勝し、ここから彼の選手生活が始まる。
3年後の1959年、レーバーはウィンブルドンで初めてグランドスラムの決勝に進出したが、ペルー人選手のアレックス・オルメドに敗れて準優勝になる。
1960年、地元の全豪選手権決勝でニール・フレーザーを下しグランドスラム初優勝を果たした。しかし、ウィンブルドンと全米選手権ではそのニール・フレーザーにともに決勝で敗れ準優勝に終わる。
1961年、年初の全豪選手権では決勝でロイ・エマーソンに敗れて2連覇を逃したが、ウィンブルドンでは決勝でチャック・マッキンリー（アメリカ）を 6-3, 6-1, 6-4 で破り、3年連続の決勝進出でようやくウィンブルドン初優勝を果たした。その後全米でもエマーソンに決勝で敗れ、こちらは2年連続準優勝に終わる。
1962年は、レーバーにとって最初の殊勲の年となった。1年間ですべての4大大会に優勝を遂げ、男子テニス選手としてドン・バッジ（1915年 - 2000年）以来24年ぶりの、年間グランドスラムを達成したのである。全豪・全仏・全米では決勝でエマーソンを下し、全豪は3年連続決勝進出で2年ぶり2回目、全仏と全米は初優勝であった。特に全米は3年連続決勝進出でようやく優勝を果たした。ウィンブルドンは4年連続の決勝進出で2連覇を果たした。
1960-62年に開催されたグランドスラム12大会のうち、1960,61年の全仏を除く10大会で決勝進出した末での快挙であった。
奇しくも、バッジがテニス史上最初の年間グランドスラムを達成した1938年は、レーバー自身が誕生した年でもあり、彼が生まれた8月9日からちょうど1ヶ月後の出来事であった。この後、レーバーはプロテニス選手に転向する。

### オープン化
当時のテニス4大大会（全豪選手権、全仏選手権、ウィンブルドン選手権、全米選手権）の出場資格は、アマチュア選手に限定されていた。しかし1930年代後半頃から、トップ選手たちのほとんどが頂点を極めた時点でプロに転向する道を選んでいた。プロ選手たちは戦いの場を「全仏プロテニス選手権」（French Pro）／「全米プロテニス選手権」（US Pro）／「ウェンブリー・ワールド・プロテニス選手権」（Wembley World Pro）に移していく。
そうなると、必然的に4大大会の競技レベルは落ちる。テニス界はそのジレンマを30年ほど抱えていたが、ついに1968年から4大大会にプロ選手の出場を解禁することを決定した。これを「オープン化」と呼び、テニスの歴史を通じて最大の転換点となる。大会の名称はそれぞれ全豪オープン、全仏オープン、ウィンブルドン選手権、全米オープンに変更された。1968年以後のテニス記録は「オープン化時代」（Open Era）と呼ばれ、それ以前とは明確に区別されるようになった。

### プロ時代
こうして、プロ選手になったロッド・レーバーも、6年ぶりに4大大会に復帰を果たすことになる。
1968年、ウィンブルドンで「6年ぶり」3度目の優勝を果たす。
そして1969年、2度目の年間グランドスラムを達成した。2度の偉業を成し遂げた選手は、テニスの歴史を通じてレーバー1人しかいない。この年の年間4連勝を最後に、レーバーの4大大会シングルス優勝は途切れる。通算「11勝」はビョルン・ボルグと並ぶ男子歴代4位タイ記録で、アマチュア選手の立場で通算「12勝」を挙げた同国のライバル、ロイ・エマーソンの総計に1つ及ばなかった。
1973年に入ると、プロ選手たちは男子国別対抗戦・デビスカップにも出場の道が開かれるようになった。そこでレーバーもオーストラリア代表に復帰する。40歳を迎える1978年まで、レーバーは現役テニス選手としてコートに立ち続け、アマチュア選手からプロ選手として「23年間」に及んだ選手生活を通して、当時のプロテニス選手としては相当な「156万4,213ドル」の生涯獲得賞金を記録した。
2006年、全豪オープンで、レーバーは男子シングルス決勝の表彰式に登場し、ロジャー・フェデラーに優勝カップを授与した。

## 受賞等
- 1981年、国際テニス殿堂入りを果たしている。
- 2000年、全豪オープン開幕に先立ち、メルボルン市のナショナル・テニスセンターのセンター・コートが「ロッド・レーバー・アリーナ」と命名された。「オープン化時代」（Open Era）の第1回大会として行われた1969年「全豪オープン」の男女シングルス優勝者の功績を讃えて、センター・コートにはレーバーの名前を記念し、隣の1番コートは女子シングルス優勝者マーガレット・コート夫人を記念して「マーガレット・コート・アリーナ」の名前をつけた。
- 2003年、「オーストラリア伝説賞」と命名されたレーバーの記念切手が、当地郵便局の「オーストラリア・ポスト」から発売された。（現地名称：“Australia Post, Australian Legends Award”）

## 記録
年間グランドスラムを2度達成
1962年,1969年に記録
年間プロフェッショナルグランドスラム達成
1967年。ケン・ローズウォールも記録。
全ての4大大会を2回以上優勝
ロイ・エマーソンも記録。
ウェンブリープロフェッショナル選手権「4連覇」
1964–67年。ケン・ローズウォールも記録。
タイトル獲得数「200」

### オープン化以降
グランドスラム「29連勝」
1969–70年
Grand Prix Championshipシリーズで1シーズン獲得タイトル数「5」
ジミー・コナーズ、ラファエル・ナダルとタイ記録。
Grand Prix Championshipシリーズで1シーズン決勝進出「6」
ジミー・コナーズ、ラファエル・ナダルとタイ記録。
3年連続10タイトル以上
ロジャー・フェデラーとタイ記録。
1シーズン獲得タイトル数「18」
30歳以上でタイトル獲得数「38」

## 4大大会優勝
- 全豪オープン　男子シングルス：3勝（1960年・1962年 → 1969年）／男子ダブルス：4勝（1959年-1961年 → 1969年）
- 全仏オープン　男子シングルス：2勝（1962年 → 1969年）／男子ダブルス・混合ダブルス：1勝（1961年）
- ウィンブルドン　男子シングルス：4勝（1961年・1962年 → 1968年・1969年）／男子ダブルス：1勝（1971年）／混合ダブルス：2勝（1959年・1960年）
- 全米オープン　男子シングルス：2勝（1962年 → 1969年）

| 年     | 大会                 | 対戦相手               | 試合結果                |
| ------ | -------------------- | ---------------------- | ----------------------- |
| 1960年 | 全豪選手権           | ニール・フレーザー     | 5-7, 3-6, 6-3, 8-6, 8-6 |
| 1961年 | ウィンブルドン選手権 | チャック・マッキンリー | 6-3, 6-1, 6-4           |
| 1962年 | 全豪選手権           | ロイ・エマーソン       | 8-6, 0-6, 6-4, 6-4      |
| 1962年 | 全仏選手権           | ロイ・エマーソン       | 3-6, 2-6, 6-3, 9-7, 6-2 |
| 1962年 | ウィンブルドン選手権 | マーティン・マリガン   | 6-2, 6-2, 6-1           |
| 1962年 | 全米選手権           | ロイ・エマーソン       | 6-2, 6-4, 5-7, 6-4      |
| 1968年 | ウィンブルドン       | トニー・ローチ         | 6-3, 6-4, 6-2           |
| 1969年 | 全豪オープン         | アンドレス・ヒメノ     | 6-3, 6-4, 7-5           |
| 1969年 | 全仏オープン         | ケン・ローズウォール   | 6-4, 6-3, 6-4           |
| 1969年 | ウィンブルドン       | ジョン・ニューカム     | 6-4, 5-7, 6-4, 6-4      |
| 1969年 | 全米オープン         | トニー・ローチ         | 7-9, 6-1, 6-2, 6-2      |

## 4大大会シングルス成績
略語の説明
| W | F | SF | QF | #R | RR | Q# | LQ | A | Z# | PO | G | S | B | NMS | P | NH |

W=優勝, F=準優勝, SF=ベスト4, QF=ベスト8, #R=#回戦敗退, RR=ラウンドロビン敗退, Q#=予選#回戦敗退, LQ=予選敗退, A=大会不参加, Z#=デビスカップ/BJKカップ地域ゾーン, PO=デビスカップ/BJKカッププレーオフ, G=オリンピック金メダル, S=オリンピック銀メダル, B=オリンピック銅メダル, NMS=マスターズシリーズから降格, P=開催延期, NH=開催なし.
| 大会               | アマチュア        | アマチュア        | アマチュア        | アマチュア        | アマチュア        | アマチュア        | アマチュア        | プロフェッショナル | プロフェッショナル | プロフェッショナル | プロフェッショナル | プロフェッショナル | オープン          | オープン          | オープン          | オープン          | オープン          | オープン          | オープン          | オープン          | オープン          | オープン          | タイトル / Played | W-L    | Win%  |
| 大会               | '56               | '57               | '58               | '59               | '60               | '61               | '62               | '63                | '64                | '65                | '66                | '67                | '68               | '69               | '70               | '71               | '72               | '73               | '74               | '75               | '76               | '77               | タイトル / Played | W-L    | Win%  |
| ------------------ | ----------------- | ----------------- | ----------------- | ----------------- | ----------------- | ----------------- | ----------------- | ------------------ | ------------------ | ------------------ | ------------------ | ------------------ | ----------------- | ----------------- | ----------------- | ----------------- | ----------------- | ----------------- | ----------------- | ----------------- | ----------------- | ----------------- | ----------------- | ------ | ----- |
| グランドスラム     | グランドスラム    | グランドスラム    | グランドスラム    | グランドスラム    | グランドスラム    | グランドスラム    | グランドスラム    | グランドスラム     | グランドスラム     | グランドスラム     | グランドスラム     | グランドスラム     | グランドスラム    | グランドスラム    | グランドスラム    | グランドスラム    | グランドスラム    | グランドスラム    | グランドスラム    | グランドスラム    | グランドスラム    | グランドスラム    | 11 / 40           | 142–29 | 83.04 |
| 全豪オープン       | 1R                | 1R                | 2R                | 3R                | W                 | F                 | W                 | A                  | A                  | A                  | A                  | A                  | A                 | W                 | A                 | 3R                | A                 | A                 | A                 | A                 | A                 | A                 | 3 / 9             | 23–6   | 79.31 |
| 全仏オープン       | 1R                | A                 | 2R                | 3R                | 3R                | SF                | W                 | A                  | A                  | A                  | A                  | A                  | F                 | W                 | A                 | A                 | A                 | A                 | A                 | A                 | A                 | A                 | 2 / 8             | 25–6   | 80.65 |
| ウィンブルドン     | 1R                | A                 | 3R                | F                 | F                 | W                 | W                 | A                  | A                  | A                  | A                  | A                  | W                 | W                 | 4R                | QF                | A                 | A                 | A                 | A                 | A                 | 2R                | 4 / 11            | 50–7   | 87.72 |
| 全米オープン       | 1R                | A                 | 4R                | QF                | F                 | F                 | W                 | A                  | A                  | A                  | A                  | A                  | 4R                | W                 | 4R                | A                 | 4R                | 3R                | A                 | 4R                | A                 | A                 | 2 / 12            | 44–10  | 81.48 |
| プロ トーナメント  | プロ トーナメント | プロ トーナメント | プロ トーナメント | プロ トーナメント | プロ トーナメント | プロ トーナメント | プロ トーナメント | プロ トーナメント  | プロ トーナメント  | プロ トーナメント  | プロ トーナメント  | プロ トーナメント  | プロ トーナメント | プロ トーナメント | プロ トーナメント | プロ トーナメント | プロ トーナメント | プロ トーナメント | プロ トーナメント | プロ トーナメント | プロ トーナメント | プロ トーナメント | 8 / 15            | 38–7   | 84.44 |
| 全米プロ           | A                 | A                 | A                 | A                 | A                 | A                 | A                 | F                  | W                  | F                  | W                  | W                  |                   |                   |                   |                   |                   |                   |                   |                   |                   |                   | 3 / 5             | 14–2   | 87.50 |
| 全仏プロ           | A                 | A                 | A                 | A                 | A                 | A                 | A                 | F                  | F                  | F                  | F                  | W                  |                   |                   |                   |                   |                   |                   |                   |                   |                   |                   | 1 / 5             | 12–4   | 75.00 |
| ウェンブリー・プロ | A                 | A                 | A                 | A                 | A                 | A                 | A                 | QF                 | W                  | W                  | W                  | W                  |                   |                   |                   |                   |                   |                   |                   |                   |                   |                   | 4 / 5             | 12–1   | 92.31 |
| 合計:              | 合計:             | 合計:             | 合計:             | 合計:             | 合計:             | 合計:             | 合計:             | 合計:              | 合計:              | 合計:              | 合計:              | 合計:              | 合計:             | 合計:             | 合計:             | 合計:             | 合計:             | 合計:             | 合計:             | 合計:             | 合計:             | 合計:             | 19 / 55           | 180–36 | 83.33 |